# Ситръс Хайтс (Калифорния)
Ситръс Хайтс (на английски: Citrus Heights, в превод „Цитрусови възвишения“) е град в окръг Сакраменто в щата Калифорния, САЩ. Ситръс Хайтс е с население от 86 883 жители (2006) и обща площ от 37,20 км² (14,40 мили²). Ситръс Хайтс получава статут на град на 1 януари 2006 г. В Ситръс Хайтс се намират Ботаническите градини „Ръш“, Сънрайс Мол и бейзболният стадион Бруктри Парк. Ситръс Хайтс има два ЗИП кода: 95610 и 95621.